# Arrieta (ort)
Arrieta är en ort i Spanien.   Den ligger i provinsen Provincia de Las Palmas och regionen Kanarieöarna, i den sydvästra delen av landet, 1 500 km sydväst om huvudstaden Madrid. Arrieta ligger 7 meter över havet och antalet invånare är 918. Den ligger på ön Lanzarote.
Terrängen runt Arrieta är kuperad åt nordväst, men österut är den platt. Havet är nära Arrieta österut.  Närmaste större samhälle är Teguise, 12,9 km sydväst om Arrieta. Omgivningarna runt Arrieta är i huvudsak ett öppet busklandskap.